# Émile Mathis

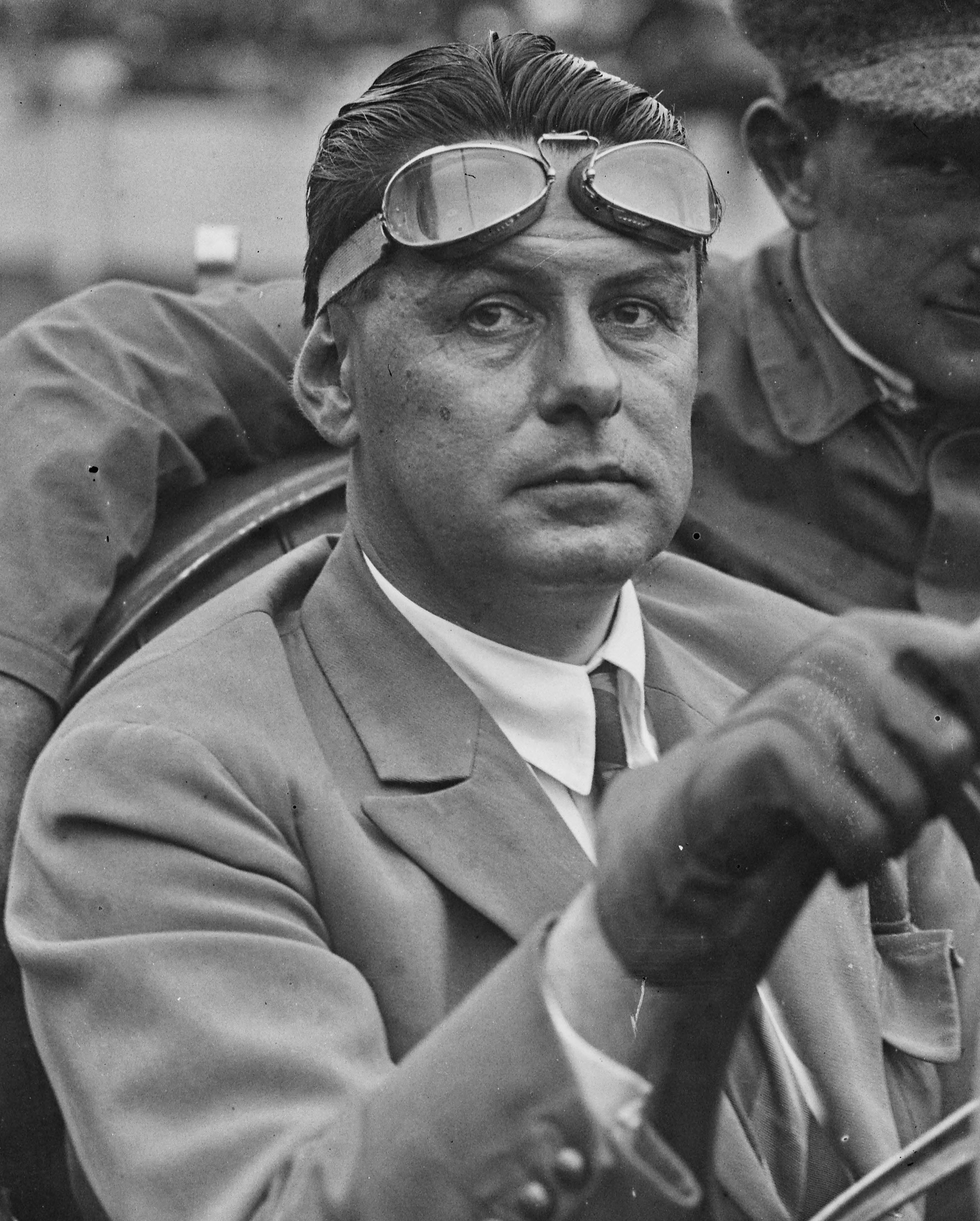
Émile Mathis beim Großen Preis von Frankreich 1921

Émile Ernest Charles Mathis (deutsch: Emil Ernst Karl Mathis) (* 15. März 1880 in Straßburg; † 3. August 1956 in Genf) war ein elsässischer Automobilproduzent.

## Karriere
Als Sohn eines Straßburger Hoteliers (Hôtel à la Ville de Paris) ging er im Alter von 12 Jahren nach England und begann dort seine Lehre. Nach seiner Rückkehr gründete er in Straßburg eine Firma für Automobilverkauf, -wartung und -reparatur. Im Jahre 1901 stand er in Geschäftsverbindungen mit dem Kraftfahrzeughersteller De Dietrich, für den auch Ettore Bugatti arbeitete. Ein Jahr später lernte er Ettore Bugatti kennen. Im Frühjahr 1904 verbanden sich Émile Mathis und Ettore Bugatti mit dem Ziel, ein Kraftfahrzeug herzustellen. Hierzu wurde die Firma Hermes-Simplex gegründet, die nur bis 1906 bestand. 1910 gründete er Mathis, die eine breite Palette von zuverlässigen Fahrzeugen fertigte und vor dem Zweiten Weltkrieg sehr erfolgreich war.